# Геотермальна енергетика

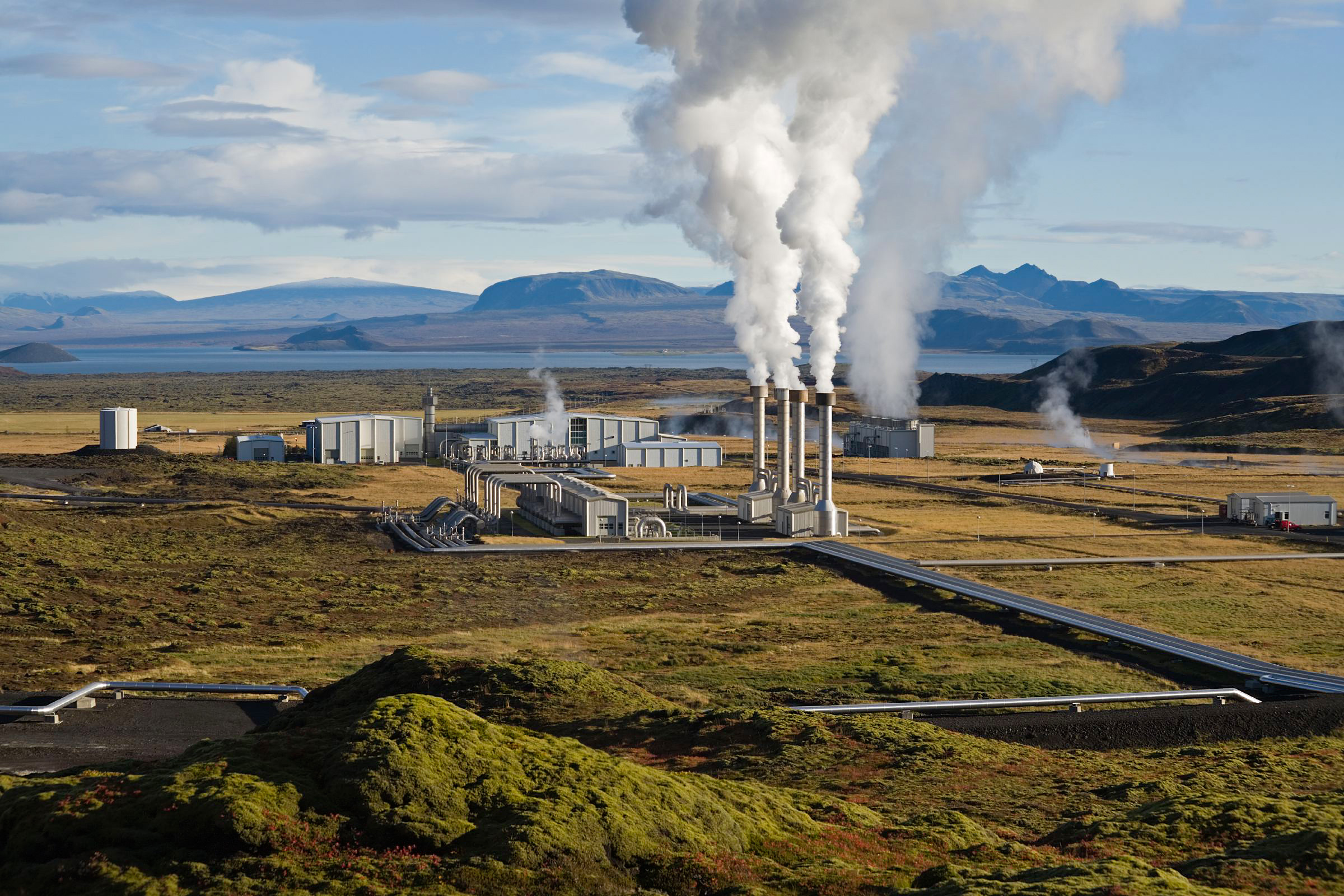
Геотермальна електростанція Несьяветлір в Ісландії

Геотерма́льна енерге́тика — промислове отримання енергії, зокрема електроенергії, з гарячих джерел, термальних підземних вод.

Схема ЕГС з цифровими позначеннями. 1: Резервуар 2: Насосна станція 3: Теплообмінник 4: Машинний зал 5: Експлуатаційна свердловина 6: Нагнітальна свердловина 7: Гаряча вода для централізованого теплопостачання 8: Пориста порода 9: Свердловина 10: Тверда порода

Сьогодні близько 90 країн світу мають значний потенціал
для виробництва тепла й електрики, 24 з них використовують
геотермальні технології на практиці. Сумарна потужність діючих ГеоТЕС (теплових) і ГеоЕС (електричних) у світі становить близько 85 ГВт, з яких приблизно 15 % припадає на
виробництво електрики, а решта — на виробництво теплової
енергії 

## Геотермальна енергія: загальна характеристика
Геотермальна енергія (природне тепло Землі), акумульована в перших десятьох кілометрах Земної кори, за оцінкою МРЕК-ХІ досягає 137 трлн т у.п., що вдесятеро перевищує геологічні ресурси усіх видів палива разом узятих.
З усіх видів геотермальної енергії мають найкращі економічні показники гідрогеотермальні ресурси — термальні води, пароводяні суміші і природна пара.

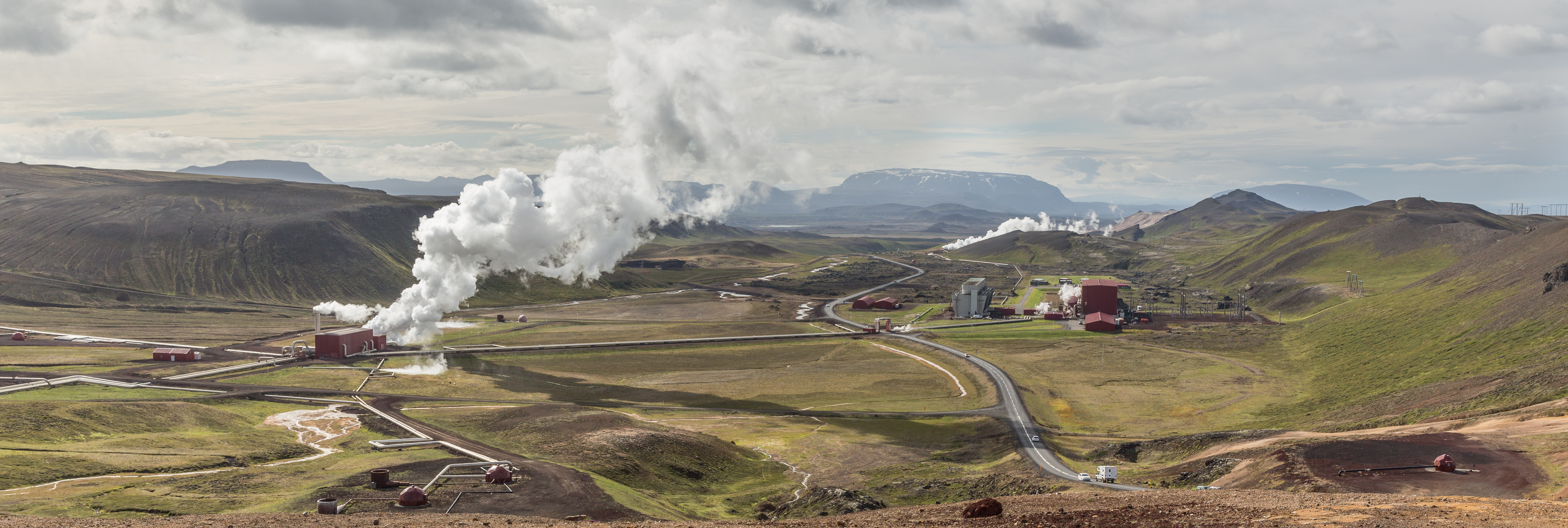
Геотермальна станція Крафла в Ісландії

Гідрогеотермальні ресурси, які використовують на сьогодні практично, складають лише 1 % від загального теплового запасу надр. Досвід показав, що перспективними в цьому відношенні варто вважати райони, в яких зростання температури з глибиною відбувається досить інтенсивно, колекторські властивості гірських порід дозволяють одержувати з тріщин значні кількості нагрітої води чи пари, а склад мінеральної частини термальних вод не створює додаткових труднощів по боротьбі із солевідкладеннями і кородуванням устаткування.
Аналіз економічної доцільності широкого використання термальних вод показує, що їх варто застосовувати для опалення і гарячого водопостачання комунально-побутових, сільськогосподарських і промислових підприємств, для технологічних цілей, добування цінних хімічних компонентів і ін. Гідрогеотермальні ресурси, придатні для одержання електроенергії, становлять 4 % від загальних прогнозних запасів, тому їхнє використання в майбутньому варто пов'язувати з теплопостачанням і теплофікацією місцевих об'єктів.

### Геотермальна енергія в Україні
Докладніше: Геотермальна енергія в Україні

## Використання геотермальної енергії

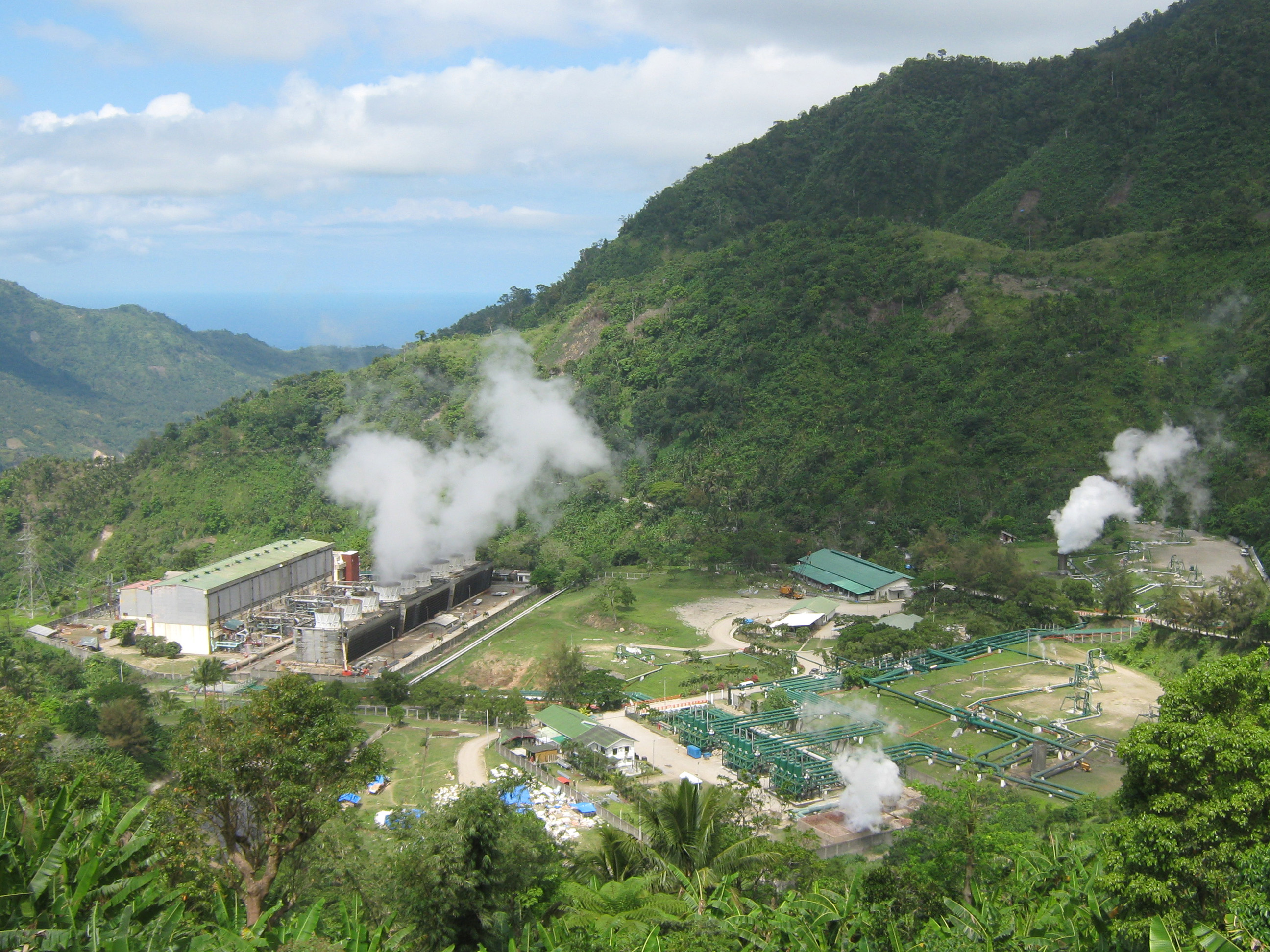
Геотермальна електростанція в Valencia, Negros Oriental, Філіппіни

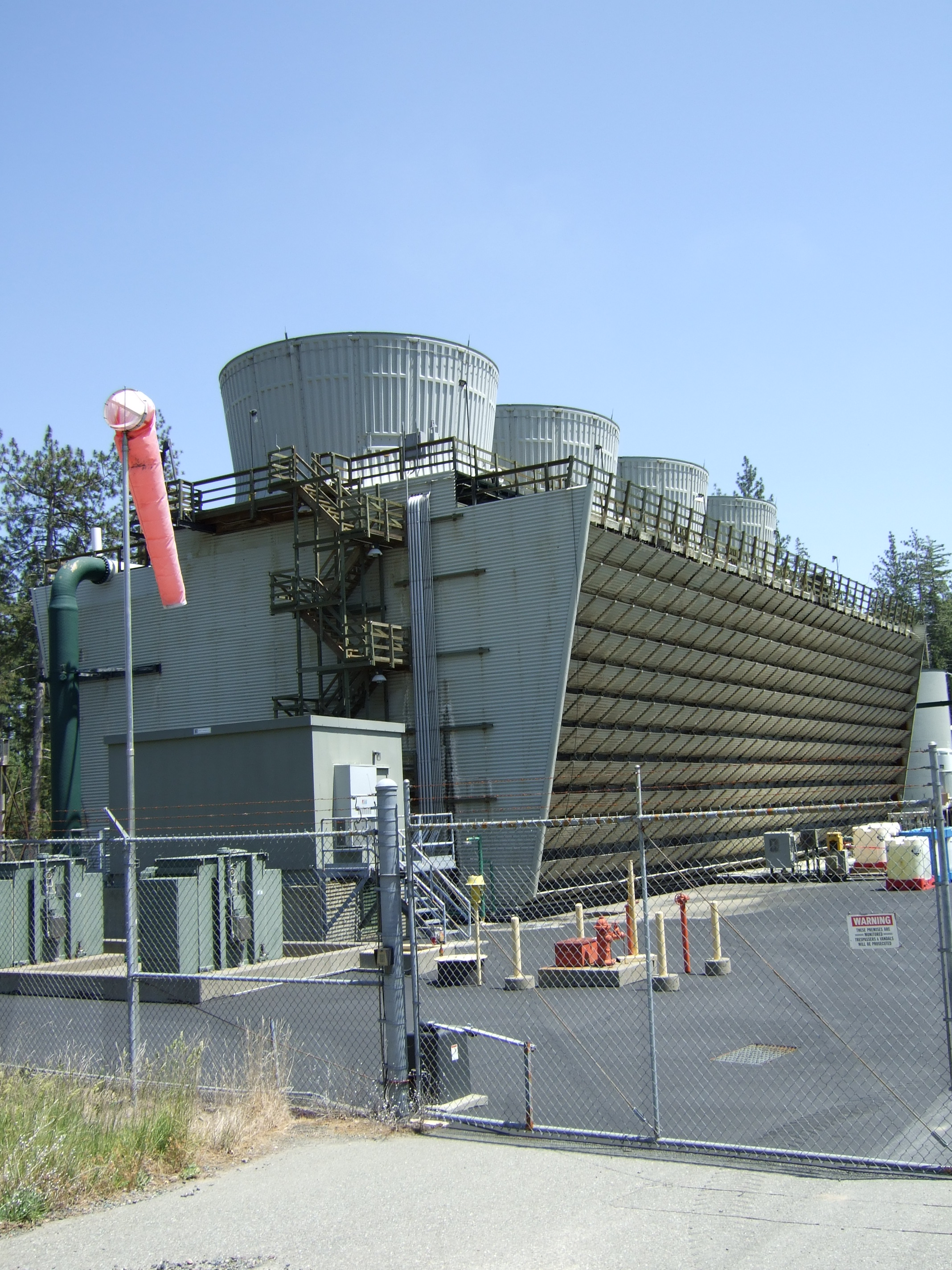
Електростанція West Ford Flat є однією з 21 електростанції на The Geysers

Геотермальну енергію з успіхом використовують у США, Ісландії, Росії, Грузії.
Перше місце по виробленню електроенергії з гарячих гідротермальних джерел займає США. У долині Великих Гейзерів (штат Каліфорнія) на площі 52 км² діє 15 установок, потужністю понад 900 МВт.
«Країна льодовиків», так називають Ісландію, ефективно використовує гідротермальну енергію своїх надр. Тут відомо понад 700 термальних джерел, які виходять на земну поверхню. Близько 60 % населення користується геотермальними водами для обігріву житлових приміщень, а в найближчому майбутньому заплановано довести це число до 80 %. При середній температурі води 87°С річне споживання енергії гарячої води становить 15 млн. ГДж, що рівноцінно економії 500 тис. т кам'яного вугілля на рік. Крім того, ісландські теплиці, в яких вирощують овочі, фрукти, квіти і навіть банани, споживають щорічно до 150 тис. м3 гарячої води, тобто понад 1,5 млн. ГДж теплової енергії.
Середній потік геотермальної енергії через земну поверхню становить приблизно 0,06 Вт/м² при температурному градієнті меншому ніж 30 градусів С/км. Однак є райони зі збільшеними градієнтами температури, де потоки складають приблизно 10-20 Вт/м², що дозволяє реалізовувати геотермальні станції (ГеоТЕС) тепловою потужністю 100 МВт/км² та тривалістю експлуатації до 20 років.
Якість геотермальної енергії невелика і краще її використовувати для опалення будівель та попереднього підігріву робочих тіл звичайних високотемпературних установок. Також використовують це тепло для ферм по розведенню риби та для теплиць. Якщо тепло з надр виходить при температурі більше 150 °C, то можна говорити про виробництво електроенергії. Побудовано ГеоТЕС на Філіппінах потужністю більше 900 тис. кВт.
Масштаб використання геотермальної енергії визначають декілька факторів: капітальні витрати на спорудження свердловин, ціна яких зростає зі збільшенням глибини. Оптимальна глибина свердловин 5 км. Геотермальні води використовують двома способами: фонтанним (теплоносій викидається в навколишнє середовище) та циркуляційним (теплоносій закачується назад в продуктивну товщу). Перший спосіб дешевше, але екологічно небезпечний, другий дорожчий, але забезпечує збереження навколишнього середовища.
Можна здійснювати разом з добуванням тепла і добування хімічних елементів та сполук з розсолів, як на дослідному заводі в Дагестані, де добувають сполуки магнію, літію та брому.
До категорії гідротермальних конвективних систем відносяться підземні басейни пари чи гарячої води, які виходять на поверхню з землі, утворюючи гейзери, фумароли, озера багнюки тощо. Їх використовують для виробництва електроенергії за допомогою методу, що ґрунтується на використанні пари, яка утворюється при випаровуванні гарячої води на поверхні.
Іншим методом виробництва електроенергії на базі високо- та середньотемпературних геотермальних вод є використання процесу із застосуванням двоконтурного (бінарного) циклу. В цьому процесі воду, отриману з басейну, використовують для нагрівання теплоносія другого контуру (фреону чи ізобутану), котрий має меншу температуру кипіння. Установки, що використовують фреон як теплоносій другого контуру, зараз підготовлені для діапазону температур 75—150°С і при одиничній потужності 10—100 кВт.
Також є розробки по отриманню теплової енергії зі штучно утворених тріщин в гарячих сухих породах.
Є також розробки по використанню геотепла з використанням газо- або нафтодобувних свердловин на останній стадії їх експлуатації В Україні значні запаси геотермальної енергії є в нафтогазових свердловинах, пробурених в області Дніпровсько-Донецької западини
Геотермальні системи, де в зонах зі збільшеним значенням теплового потоку розташовуються глибокозалягаючий осадовий басейн (Угорський басейн), температура води — 100 °C.

### Переваги і недоліки геотермальної енергії
Переваги:

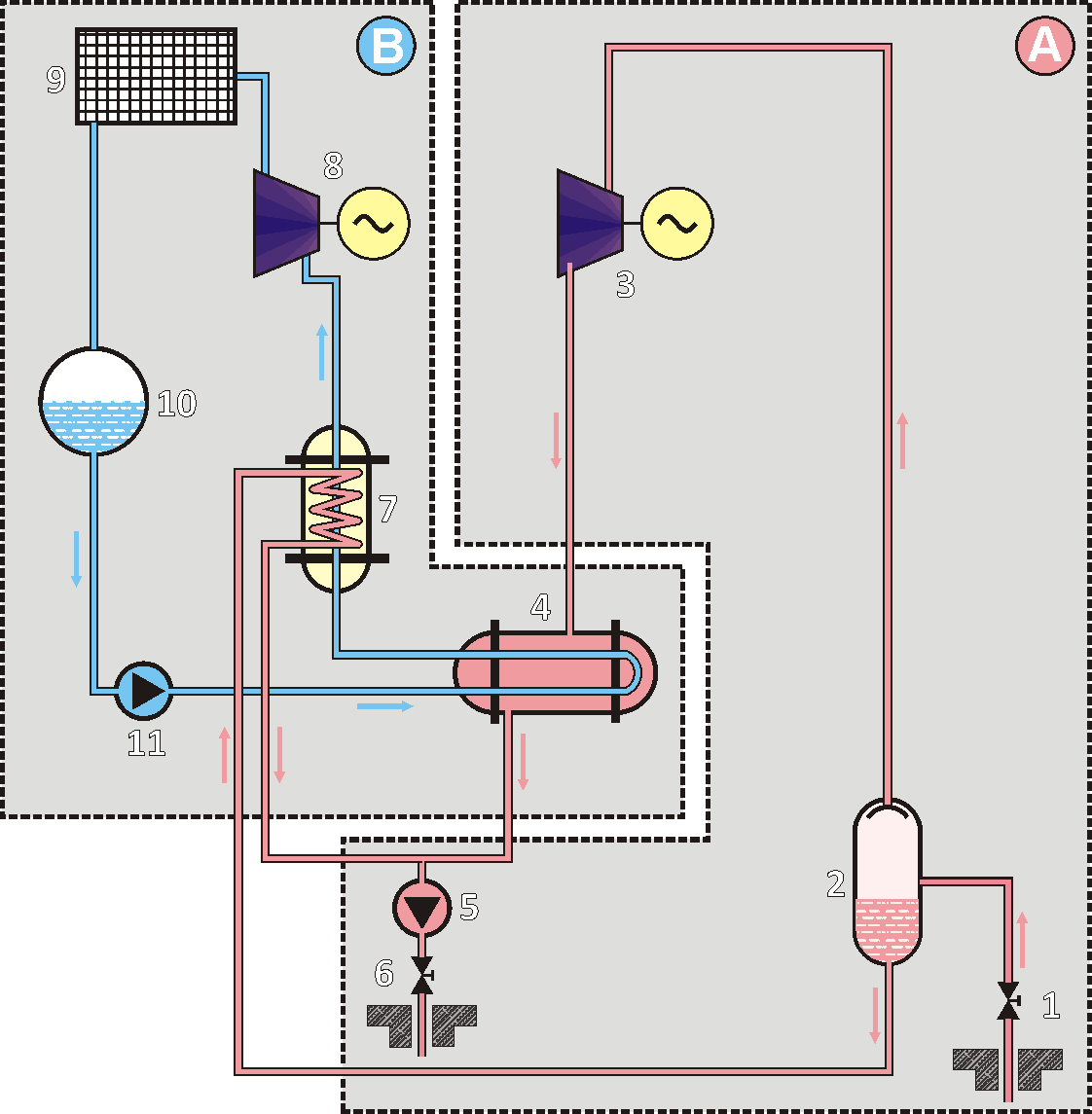
Принципова схема роботи геотермальної електростанції. (А) — перший (паровий) контур; (В) — другий контур (на ізобутані); 1- експлуатаційна свердловина, 2- сепаратор вода/пара, 3- парова турбіна, 4- теплообмінник, 5- насос закачки, 6- нагнітальна свердловина, 7- перегрівач, 8- турбіна на ізобутані, 9- повітряний/водяний конденсатор, 10- конденсатозбірник, 11- насос

1. Геотермальну енергію отримують від джерел тепла з великими температурами.
2. Вона має декілька особливостей:
  - температура теплоносія значно менша за температуру при спалюванні палива;
  - найкращий спосіб використання геотермальної енергії — комбінований (видобуток електроенергії та обігрів).

Недоліки:
1. низька термодинамічна якість;
2. необхідність використання тепла біля місця видобування;
3. вартість спорудження свердловин виростає зі збільшенням глибини.

Це джерело характеризується різноплановим впливом на природне середовище. Так в атмосферу надходить додаткова кількість розчинених в підземних водах сполук сірки, бору, мишяка, аміаку, ртуті; викидається водяна пара, збільшуючи вологість; супроводжується акустичним ефектом; опускання земної поверхні; засолення земель.

### Освітні ресурси
- (англ.) Geothermal Education Office [Архівовано 7 липня 2015 у Wayback Machine.] — освітній центр з геотермальної енергії Каліфорнії. Освітні матеріали для шкіл, бібліотек і викладачів різного рівня.
- (англ.) Energy Resources Engineering — стенфордська програма інженерного навчання в області геотермальних ресурсів.

### Організації
- (англ.) International Ground Source Heat Pump Association (IGSHPA) — Міжнародна Асоціація з використання геотермальних теплових насосів.
- (англ.) Geothermal Energy Association [Архівовано 2 червня 2010 у Wayback Machine.] — Асоціація геотермальної енергії США.
- (англ.) Geothermal Resources Council [Архівовано 12 жовтня 2008 у Wayback Machine.] — Рада з питань використання геотермальних ресурсів США (Геотермальна промислова Асоціація).
- (англ.) Geothermal Exchange Organization [Архівовано 9 червня 2022 у Wayback Machine.] — Консорціум з використання геотермальних теплових насосів.
- Australian National University — Hot Rock Energy
- Bassfeld Technology Transfer — Introduction to Geothermal Power Generation (3.6 MB PDF file)
- Chevron Corporation Geothermal Production [Архівовано 22 вересня 2008 у Wayback Machine.]
- Energy and Geoscience Institute at the University of Utah
- Energy Efficiency and Renewable Energy — Geothermal Technologies Program [Архівовано 5 квітня 2007 у Wayback Machine.]
- Enhanced Geothermal Resources
- Geothermal Energy-Renewable energy resource
- Idaho National Laboratory — Geothermal Program
- International Geothermal Association
- Los Alamos National Laboratory — Hot Dry Rock Geothermal Energy Technology
- MIT — The Future of Geothermal Energy (14 MB PDF file)
- National Renewable Energy Laboratory — Geothermal Technologies Program [Архівовано 16 вересня 2008 у Wayback Machine.]
- Oregon Institute of Technology — Geo-Heat Center [Архівовано 2 січня 2009 у Wayback Machine.]
- Southern Methodist University — Geothermal Lab [Архівовано 12 вересня 2008 у Wayback Machine.]
- Geothermal power at ThinkQuest
- Geothermal Energy Research Center [Архівовано 5 липня 2008 у Wayback Machine.]